# 摩訶!ジョーシキの穴
『摩訶!ジョーシキの穴』（まか ジョーシキのあな）は、日本テレビ系列で毎週木曜日19:58 - 20:54に放送されていたクイズバラエティ番組。2004年4月8日 - 2005年3月17日放送。

## 概要
世間が知っている常識の中に隠された、世間の知らない‘’穴‘’の部分を2択問題にして、それをクイズで出題した。
もともとこの番組は、特番で放送していた『国民脳力ランキング!クイズ!常識の時間』から2002年10月に『国民クイズ常識の時間』としてレギュラースタートしたのが始まりで、『クイズ!常識の時間!!』『ジョーシキの時間2』と変更してリニューアルしていった。これら前身番組の司会は古舘伊知郎だったが、2004年3月に古舘が『報道ステーション』（テレビ朝日）のメインキャスターに就任することとなったため、当番組からは福澤朗（当時日本テレビアナウンサー）が司会を担当した。
クイズ重視だった『常識の時間』シリーズとは異なり、この番組は全国の不思議な建造物などをレポーター（日テレアナウンサーなど）が取材するVTRが中心で、かつて同局で放送されていた『投稿!特ホウ王国』に近いものがあった。不思議な事物を見たレポーターが「摩訶ですねー!!」と言う決まり文句があった。またクイズに不正解すると「黒ひげ危機一発」ゲームの要領でお笑い芸人等のゲストが宙に飛ばされるなどバラエティ色の強い内容だった。
滝口順平の「お仕置きだべー（設定はドクロベエ）」というナレーションがあったが、後の「ヤッターマン」リメイクのヒントになったとも言われている。メインテーマは、伊福部昭のゴジラのテーマをアップテンポ調にアレンジしたものが使用されていた。番組でゴジラ特集が組まれたこともある。

## ルール
前番組『ジョーシキの時間2』の「司会者vs解答者」図式を引き継ぎ、爆笑問題がゲスト5名とともに福澤とクイズ対決する。

### 前期ルール
- あるテーマ（物の製造過程や各地の不思議なスポット）に関するクイズを出題
- 持ち点は第1回〜第2回は1000マカ(1万円相当)、第3回〜第5回は1万マカ（10万円相当）からスタート
- 出題されたA・B2択（場合によっては3択または4択）のどちらが正解かを、チーム全員で議論した後、多数決でどちらに賭けるかを決定。太田がマカと呼ばれる通貨(1マカ=10円相当)を決まった側に賭ける（最初の2回は、福澤が「おマカせ人」役をチームの中から1人指名。その人が賭ける側も含めた全ての最終決定権を担っていた）。正解なら等倍返し、不正解なら没収。滝口の「お仕置きだべ〜!!」の声と同時にチーム全員のイスが横に傾く。
- なお、2択の選択肢が発表される前に「爆笑チャンス」があり、爆笑問題の2名がノーヒントで解答し、正解すれば持ち点のマカが3倍増する。
- 最終問題は「太田の落とし穴」で、身近にある穴の開いた物（CDなど）に別の物体が通るか否か（穴と通す物のどちらの直径が大きいか）を当てるクイズ（通らせる時には、『勇者ライディーン』の搭乗コード「フェード・イン!」［声：神谷明］が使われた）。通常とは逆に爆笑チームが出題側（爆笑問題が、掛け合いを交えつつVTRを進行）、福澤が解答側となり、福澤は正解だと思う方の台座に立つ。もう一方には、福澤だけが落ちるのが不公平ということでチームの代表者1名が立つ。正解すれば賭けたマカは没収、チームの代表者の足元が割れ、発泡スチロールの中へ沈められる。不正解だった場合は賭けたマカが3倍になって返り、福澤が発泡スチロールの中へ落とされる（このセットは当時、爆笑問題が出演していた『第24回全国高等学校クイズ選手権』の東京大会で応用される）。
- 最終的に獲得したマカを、用意された賞品と引き換える。

### スターの穴ビンゴ
- 前期に登場したボーナスゲーム。5×5のビンゴのマスに24人の芸能人が入っており(真ん中はフリー),事前に7つの質問に答えている。爆笑チームは1人ずつ質問を選び解答。芸能人の答えと合っていればヒットとなり、その芸能人のマスが空く。
- 同じ人に2回以上当てても「かぶった」というだけでペナルティやボーナスはない。
- 四隅を当てると「ラッキーパーソン」となり、同じ質問でもう一度別の回答を答えることができる。ただ、四隅には個性的な答えをしそうな人が入っているため、当てるのは容易ではない。
- 1人1問行って、最終的に空いたマス1マスにつき100マカ(第4回のみ1マス200マカ)、1ビンゴにつき2000マカを獲得。

### 後期ルール
- マカが廃止され、各問題に正解すると豪華賞品がもらえるシステムに変更。
- 2択の前の「爆笑チャンス」は、正解したら金一封が獲得できるようになった
- 2択に正解すれば、爆笑チームが賞品獲得の権利を得る。不正解の場合は前期通り滝口の「お仕置きだべ〜!!」の声と同時にチーム全員のイスが横に傾いて没収され視聴者プレゼント。
- 第13回から不正解した時の罰として、爆笑チーム全員に炭酸ガスが発射されるに変更される。
- 最終問題の「太田の落とし穴」で、福澤が不正解すると、権利を得た賞品を獲得。ただし、福澤が正解すれば爆笑チームの賞品はすべて没収、その回に登場した全賞品が視聴者プレゼントとなる。なお、爆笑チームが1つも賞品を持っていない場合には金一封をかけてクイズとなる（金一封は視聴者プレゼントに含まれない）。

### ヒミツの穴!危機一髪
- 第7回から新ボーナスステージとして登場した。
- 市販されている「黒ひげ危機一発」を模した内容のゲーム。
- 1つのテーマに沿った7個（後に5個）の事実の中に1個だけ紛れている嘘を選ばないように、1個ずつ選択していく。
- 解答方法は、爆笑チームの1人が人質として入っている樽の穴に剣を挿して解答。
- 事実であれば何も起こらないが、嘘を選ぶと人質が逆バンジー方式で飛び上がり失敗となる。
- 嘘の選択肢だけを残して、事実を全て引き当てることができれば賞品獲得の権利を獲得。

## 出演者

### 司会（マカ男爵→マカ支配人→支配人）
- 福澤朗（当時：日本テレビアナウンサー）

### 解答者レギュラー
- 爆笑問題（田中裕二・太田光）

### コーナー出演（後期）
- アダム&イヴ（坂本大輔・坂本晴香）
  - コーナー「世紀の大実験!ゴミを拾って都内に一戸建てが買えるのか?!」に出演。
  - 吉本興業所属の売れない夫婦漫才コンビ。全国各地で引き取った不要品をリサイクルショップに売って半年間で約600万円を稼いだ。番組終了後も企画を続け、今後特番で放送すると予告されていた。しかし特番等は放送されず、2005年10月24日放送の「キスだけじゃイヤッ!」（読売テレビ制作。コンビ結成のきっかけとなった番組）で芸人廃業を発表した。挿入歌的に『木綿のハンカチーフ』の椎名林檎が歌うバージョン（アルバム『唄ひ手冥利〜其ノ壱〜』収録）が使われていた。

### レポーター（日本テレビアナウンサー以外）
- 山下修一
- 熊谷章洋
- 川添永津子
- 影島香代子
- 田中美穂
- 文村泰子
- 宮内亜弥子
- 柳本雪絵
- 山田美絵

## ネット局
| 放送対象地域   | 放送局                    | 系列                           | 放送日時           |
| -------------- | ------------------------- | ------------------------------ | ------------------ |
| 関東広域圏     | 日本テレビ（NTV） 制作局  | 日本テレビ系列                 | 木曜 19:00 - 20:54 |
| 北海道         | 札幌テレビ（STV）         | 日本テレビ系列                 | 木曜 19:00 - 20:54 |
| 青森県         | 青森放送（RAB）           | 日本テレビ系列                 | 木曜 19:00 - 20:54 |
| 岩手県         | テレビ岩手（TVI）         | 日本テレビ系列                 | 木曜 19:00 - 20:54 |
| 宮城県         | ミヤギテレビ（MMT）       | 日本テレビ系列                 | 木曜 19:00 - 20:54 |
| 秋田県         | 秋田放送（ABS）           | 日本テレビ系列                 | 木曜 19:00 - 20:54 |
| 山形県         | 山形放送（YBC）           | 日本テレビ系列                 | 木曜 19:00 - 20:54 |
| 福島県         | 福島中央テレビ（FCT）     | 日本テレビ系列                 | 木曜 19:00 - 20:54 |
| 山梨県         | 山梨放送（YBS）           | 日本テレビ系列                 | 木曜 19:00 - 20:54 |
| 新潟県         | テレビ新潟（TeNY）        | 日本テレビ系列                 | 木曜 19:00 - 20:54 |
| 長野県         | テレビ信州（TSB）         | 日本テレビ系列                 | 木曜 19:00 - 20:54 |
| 静岡県         | 静岡第一テレビ（SDT）     | 日本テレビ系列                 | 木曜 19:00 - 20:54 |
| 富山県         | 北日本放送（KNB）         | 日本テレビ系列                 | 木曜 19:00 - 20:54 |
| 石川県         | テレビ金沢（KTK）         | 日本テレビ系列                 | 木曜 19:00 - 20:54 |
| 福井県         | 福井放送（FBC）           | 日本テレビ系列／テレビ朝日系列 | 木曜 19:00 - 20:54 |
| 中京広域圏     | 中京テレビ（CTV）         | 日本テレビ系列                 | 木曜 19:00 - 20:54 |
| 近畿広域圏     | 読売テレビ（ytv）         | 日本テレビ系列                 | 木曜 19:00 - 20:54 |
| 鳥取県・島根県 | 日本海テレビ（NKT）       | 日本テレビ系列                 | 木曜 19:00 - 20:54 |
| 広島県         | 広島テレビ（HTV）         | 日本テレビ系列                 | 木曜 19:00 - 20:54 |
| 山口県         | 山口放送（KRY）           | 日本テレビ系列                 | 木曜 19:00 - 20:54 |
| 徳島県         | 四国放送（JRT）           | 日本テレビ系列                 | 木曜 19:00 - 20:54 |
| 香川県・岡山県 | 西日本放送（RNC）         | 日本テレビ系列                 | 木曜 19:00 - 20:54 |
| 愛媛県         | 南海放送（RNB）           | 日本テレビ系列                 | 木曜 19:00 - 20:54 |
| 高知県         | 高知放送（RKC）           | 日本テレビ系列                 | 木曜 19:00 - 20:54 |
| 福岡県         | 福岡放送（FBS）           | 日本テレビ系列                 | 木曜 19:00 - 20:54 |
| 長崎県         | 長崎国際テレビ（NIB）     | 日本テレビ系列                 | 木曜 19:00 - 20:54 |
| 熊本県         | くまもと県民テレビ（KKT） | 日本テレビ系列                 | 木曜 19:00 - 20:54 |
| 鹿児島県       | 鹿児島読売テレビ（KYT）   | 日本テレビ系列                 | 木曜 19:00 - 20:54 |

## スタッフ
- 構成：小野高義、山谷隆、桜井慎一、工藤ひろこ、須平敦宣、石塚祐介、ヒロハラノブヒコ、榊暁彦、桝本壮志、田澤清彦、久保貴義、高野順二、大谷裕一、八代丈寛/野口悠介/岩立良作
- TM：勝見明久
- SW：高梨正利
- CAM：山田祐一、村上和正（週替り）
- 音声：鈴木佳一
- 照明：谷田部恵美、小川勉
- 技術協力：NTV映像センター、ヌーベルバーグ、八峯テレビ
- 美術プロデューサー：高野豊
- 美術デザイン：久保玲子
- 大道具：赤木直樹
- 小道具：宍倉正一
- 電飾：清水郁子
- モニター：中川英幸（ジャパンテレビ）
- PR：立柗典子
- CG：スウィッシュ・ジャパン
- EED：中西正照（毎週）、石上淳、丸山寿和、加納敏行（週替り）（読売映像）
- MA：島崎敏晴、安藤隆司（読売映像）
- TK：大岡伸江
- 音効：森山顕仁（ヘンドリックス）
- 制作進行：本間正幸
- AP：渡辺るみ子
- デスク：山本恭代
- ナレーション：滝口順平（前期のみ、同時期に放送されていた「クイズ!家族でGO!!」でも同じドクロベエを模したナレーションをやっていた）、広居幡、村井かずさ
- リサーチ：野村直子、今別府亮（フォーミュレーション）、下澤由紀子、野崎雅之（スコープ）、高橋裕臣、波多野忠夫（HIT）
- （企画）協力：タイタン
- 制作協力：オフィスぼくら、TV-SION、Fact、NCV
- ディレクター：鈴木守、安彦和弘、小塩佳宏、石塚宏充、安島隆、上利竜太、渡辺（邊）政次、森大祐（毎週）/広江孝吉、三藤豊、廣田健介、中本訓彦、中井康二、渡辺修一郎、鈴木賢一、森本雅也、水口智就、坂井つとむ、大岡慎介、宇津浩二、佐々木英敏、桑田直征、高橋雄康、矢野努、波多野俊介（週替り）
- 演出：上記のディレクターから週替わりで1名が担当。
- VTR演出：上記に同上。
- プロデューサー：松岡至、瀬戸口正克（瀬戸口→以前はAP）、小林宏充、中村喜伸、高家宏明、神尾育代、細越貴子
- 演出アドバイザー：伊藤慎一
- 総合演出：三浦伸介
- プロデューサー・演出：菅賢治
- チーフプロデューサー：安岡喜郎（2004年6月 - 最終回）
- 製作著作：日本テレビ

### 過去のスタッフ
- 構成：堀江利幸、とちぼり元、YAS5000
- SW：村松明
- 電飾：村上雅洋
- EED：神宮寺曉（読売映像）
- チーフプロデューサー：桜田和之（2004年4月8日 - 2004年5月20日）